# Edifici de la caixa d'estalvis "la Caixa" (Girona)
L'Edifici de la Caixa d'Estalvis "La Caixa" és un edifici del municipi de Girona que forma part de l'Inventari del Patrimoni Arquitectònic de Catalunya.

## Descripció
És un edifici amb habitatges de planta quadrangular. La pedra de Girona, recoberta amb esgrafiats de tema vegetal i geomètric, és el material constructiu emprat. Consta de planta baixa i quatre pisos, rematats per una cornisa sense gaire volada i una balustrada amb boles. Els pisos disposen de balcons col·locats amb perfecte regularitat i simetria; la progressiva disminució de la seva mida a partir del primer pis, on és corregut, crea una impressió ascendent, accentuada pel fet que l'obra domina arquitectònicament una zona urbana, propera al riu Onyar, sense interrupcions visuals. Connectant amb els esquemes neoclàssics l'edifici presenta una fisonomia unitària, resultat d'una composició racional tant a la façana com a la planta.
En l'esgrafiat de la façana dissenyats per l'arquitecte Rafael Masó i Valentí, es pot llegir, just sota la cornisa, un text en llengua llatina que corresponen als versos 28-35 de la Sàtira I, 1 del poeta llatí Quint Horaci Flac: "Ille grauem duro terram qui uertit aratro, / perfidus hic caupo, miles nautaeque per omne / audaces mare qui currunt hac mente laborem / sese ferre, senes ut in otia tuta recedant, / aiunt cum sibi sint congesta cibaria, sicut / paruola -nam exemplo est- magna formica laboris, / ore trahit quodcumque potest atque addit aceruo / quem struit, haud ignara non incauta futuri.» (‘El qui amb la dura arada remou la terra feixuga, l'hostaler deslleial, els soldats i els mariners que, agosarats, travessen tot el mar, diuen que ells suporten la lassitud de llur treball, per tal que en llur vellesa es puguin retirar a un repòs segur, després d'haver aplegat el necessari per viure, talment com la petita formiga –ella els serveix d'exemple– arrossega en la seva boca tot el que pot i ho afegeix al munt que va construint, coneixedora i previsora del futur’).

## Història
L'any 1846 Bru Barnoya i Xiberta va rebre l'encàrrec de modificar un projecte de 1841 destinat a aixecar un edifici de pisos. L'aspecte unitari i repetitiu dels habitatges responia a les idees de la Il·lustració, que cerquen una arquitectura estandarditzada, sense ornamentació i amb una composició racional, tant a la façana com a la planta. L'obra ha estat objecte de diferents intervencions. Una de molt interessant va tenir lloc l'any 1922 quan Rafael Masó intervé en el conjunt per adaptar els baixos com a oficina de la Caixa de Pensions per a la Vellesa i d'Estalvis i dispensari de l'Institut de la Dona que Treballa. En el principal s'hi van ubicar les altres dependències de l'Institut: Biblioteca Popular de la Dona, museu, sales de treball i menjador. Masó hi dissenyà el mobiliari, els esgrafiats i el balcó corregut del primer pis; també s'encarregà d'emprendre reformes interiors que no han arribat als nostres dies degut a una actuació de 1939. Reformes posteriors han suposat la desaparició de la majoria dels elements de l'interior projectats per Masó, únicament resten alguns elements de fusteria i de ceràmica. La façana també ha estat modificada amb la incorporació d'un balcó amb balaustrada al primer pis i la desaparició del portal de l'Institut de la Dona que Treballa (instal·lat en una casa particular del carrer Josep Tharrats de Girona).
Segons consta en una placa col·locada a l'entrada de l'edifici per l'Ajuntament de Girona, en aquesta casa hi nasqué Santiago Sobrequés i Vidal el 1911.